# Cangari
Cangari (Kangari) é uma cidade do Quênia situada na antiga província Central, no condado de Muranga. De acordo com o censo de 2019, havia 4 096 habitantes. Segundo o Ministério de Devolução e Planejamento do país, carece dum sistema adequado de esgoto.